# Taco (cantor)
Taco Ockerse (Jacarta, 21 de julho de 1955), conhecido artisticamente apenas por Taco, é um cantor, compositor, produtor musical, ator e empresário indonésio-neerlandês radicado na Alemanha.

## Carreira
Nascido em Jacarta, passou boa parte da infância em vários países, entre eles Luxemburgo, Países Baixos, Alemanha, Estados Unidos, Singapura e Bélgica, onde formou-se em 1973 na International School de Bruxelas, onde estudou decoração de interiores e passou a integrar uma escola de atuação em Hamburgo, atuando em várias peças como parte dos estudos. Em 1979 forma sua primeira banda, a Taco's Bizz.
Em 1981, assinou seu primeiro contrato com a Polydor, lançando seu primeiro single, "Puttin' On the Ritz" (lançado em 1982 pela RCA Records no álbum After Eight), bastante executada no verão de 1983 nos Estados Unidos, chegando na quarta posição da parada Billboard Hot 100 em setembro do mesmo ano e em primeiro lugar na lista da revista musical Cashbox, rendendo a Taco uma certificação Ouro pela venda de um milhão de cópias. A música foi também a mais tocada na na Suécia e na Nova Zelândia e figurou entre as 5 melhores em vários países, como Noruega (quarto lugar), Áustria e Canadá. Na Finlândia, After Eight recebeu certificação Ouro ao vender 25 mil cópias. No Brasil, "Puttin' On the Ritz" fez parte da trilha sonora internacional da novela Eu Prometo, da TV Globo, sendo o tema do personagem Juvenal (Ricardo Petraglia). Apesar do destaque, o clipe da música provocou polêmica ao exibir mulheres que usavam blackface, fazendo com que fosse censurado e posteriormente editado.
"Singing in the Rain", segundo single de Taco, fez um sucesso razoável - ficou na 49ª posição nas paradas musicais da Alemanha, em 46º no Canadá e 98º no Reino Unido. Entre 1989 e 1996, dedicou-se à carreira de ator
Em sua carreira, gravou 5 álbuns próprios, teve 8 especiais lançados e um EP (lançado em 1990 no Japão).

## Discografia

### Álbuns de estúdio
- 1982: After Eight
- 1984: Let's Face the Musicv
- 1985: Swing Classics: In the Mood of Glenn Miller
- 1986: Tell Me That You Like It
- 1987: Taco

### Compilações
- 1991: Puttin' On the Ritz
- 1996: The Very Best Of
- 2000: Best of Taco
- 2001: Puttin' On the Ritz
- 2002: Singin' in the Rain
- 2008: Putting on the Ritz – Original Greatest Hits
- 2021: Gold – The Maxi Versions
- 2021: Gold – The Ultimate Best Of

### EP's
- 1990: 4 Tracks